# Möldri (Saaremaa)
Möldri is een plaats in de Estlandse gemeente Saaremaa, provincie Saaremaa. De plaats heeft de status van dorp (Estisch: küla) en telt 12 inwoners (2021).
Tot in oktober 2017 behoorde Möldri tot de gemeente Salme en sindsdien tot de fusiegemeente Saaremaa.
De plaats ligt aan de westkust van het eiland Saaremaa.

## Geschiedenis
De plaats werd voor het eerst genoemd in 1618 als boerderij onder de naam Steffan Möller. Waarschijnlijk was dat de naam van de boer. In 1795 werd ze genoemd als nederzetting onder de naam Möllri. Ze behoorde tot het landgoed van Tiirimetsa. In 1977 werd Möldri bij het buurdorp Tiirimetsa gevoegd. In 1997 werd Möldri weer een afzonderlijk dorp.